# Andaniopsis integripes
Andaniopsis integripes is een vlokreeftensoort uit de familie van de Stegocephalidae. De wetenschappelijke naam van de soort is voor het eerst geldig gepubliceerd in 1986 door Bellan-Santini & Ledoyer.